# Kopa Kondracka
Kopa Kondracka (słow. Kondratova kopa, 2005 m n.p.m.) – szczyt w Tatrach Zachodnich, najniższy z Czerwonych Wierchów, wysunięty najbardziej na wschód.

## Topografia
Kopa Kondracka znajduje się w grani głównej Tatr Zachodnich, pomiędzy Suchym Wierchem Kondrackim (1890 m), oddzielona od niego Przełęczą pod Kopą Kondracką (1863 m), oraz Małołączniakiem (2096 m), od którego oddzielona jest Małołącką Przełęczą (1924 m). Przez szczyty te i przełęcze przebiega granica polsko-słowacka.
Kopa Kondracka wznosi się nad trzema dolinami walnymi: Doliną Małej Łąki (jej górnym piętrem – Wyżnią Świstówką Małołącką), Doliną Bystrej (jej górnym piętrem – Doliną Kondratową) i Doliną Cichą (jej odnogą – Dolinką Rozpadłą). Od wierzchołka odchodzi północna grań Kopy Kondrackiej, łącząca się poprzez Kondracką Przełęcz z Giewontem. Zachodnie stoki tej grani opadają do Wyżniej Świstówki Małołąckiej, znajduje się w nich Koprowy Żleb. Wschodnie stoki północnej grani Kopy Kondrackiej opadają do Doliny Kondratowej. Znajduje się w niej grzęda, która dzieli górną część tej doliny na dwie dolinki: Dolinę Małego Szerokiego i dolinkę Długiego Żlebu.
Na podwierzchołkowych stokach północnej grani Kopy Kondrackiej znajdują się nazwane upłazy; od strony Doliny Kondratowej są to Wielkie Szerokie i Małe Szerokie (oddzielone opisaną wyżej grzędą), od strony Wyżniej Świstówki jest to Mnichowy Upłaz.

## Geologia
Zbudowana jest ze skał osadowych (wapieni i dolomitów). Część szczytowa, podobnie jak w przypadku pozostałych szczytów z tej grupy wchodzących w skład wyspy krystalicznej Goryczkowej, pokryta jest czapą skał metamorficznych i alaskitów (na wysokości powyżej 1930 m n.p.m.). Zbocza są trawiaste, o niewielkim nachyleniu, wierzchołek kopulasty. W wapieniach dobrze rozwinięte zjawiska krasowe. W północnym zboczu znajduje się m.in. Jaskinia Kondracka.

## Flora
Dzięki różnorodności podłoża geologicznego flora Kopy Kondrackiej, podobnie jak całych Czerwonych Wierchów, jest bogata. Na przykrywających kopułę szczytową skałach granitowych rosną rośliny granitolubne. Jednak niżej występuje podłoże wapienne, na którym rosną odmienne zbiorowiska roślin wapieniolubnych. Zwietrzałe podłoże granitowe występuje miejscami również pośród wapieni. Rosnący na podłożu granitowym i czerwieniejący już w połowie lata sit skucina nadaje stokom Kopy Kondrackiej czerwone zabarwienie. Stwierdzono występowanie kilku bardzo rzadkich roślin, które w Polsce występują tylko w Tatrach i to sporadycznie. Są to: głodek kutnerowaty, gruszyczka karpacka, ostrołódka polna, przymiotno węgierskie i sybaldia rozesłana.

## Historia
Dawniej Kopa Kondracka była wypasana aż pod wierzchołek. Należała od polskiej strony do dwóch hal: Hala Kondratowa (stoki wschodnie) i Hala Mała Łąka (stoki zachodnie). W tym okresie była bardziej trawiasta niż obecnie, gdyż juhasi wycinali kosodrzewinę (dla celów opałowych, ale również po to, by zwiększyć powierzchnię wypasową). Była też bardziej kamienista, gdyż nadmierny wypas powodował erozję płytkiej gleby. Po włączeniu w obszar Tatrzańskiego Parku Narodowego i zaprzestaniu wypasu jej stoki stopniowo zarastają kosodrzewiną.
Pierwsze odnotowane wejście na szczyt: Franciszek Herbich w 1832 roku. Nie było to jednak pierwsze wejście; miejscowa ludność (pasterze i kłusownicy) dużo wcześniej wchodziła na szczyt, wejście na niego nie przedstawia trudności technicznych. Pierwsze wejście zimowe: Karol Potkański (prawdopodobnie w 1894 r.)

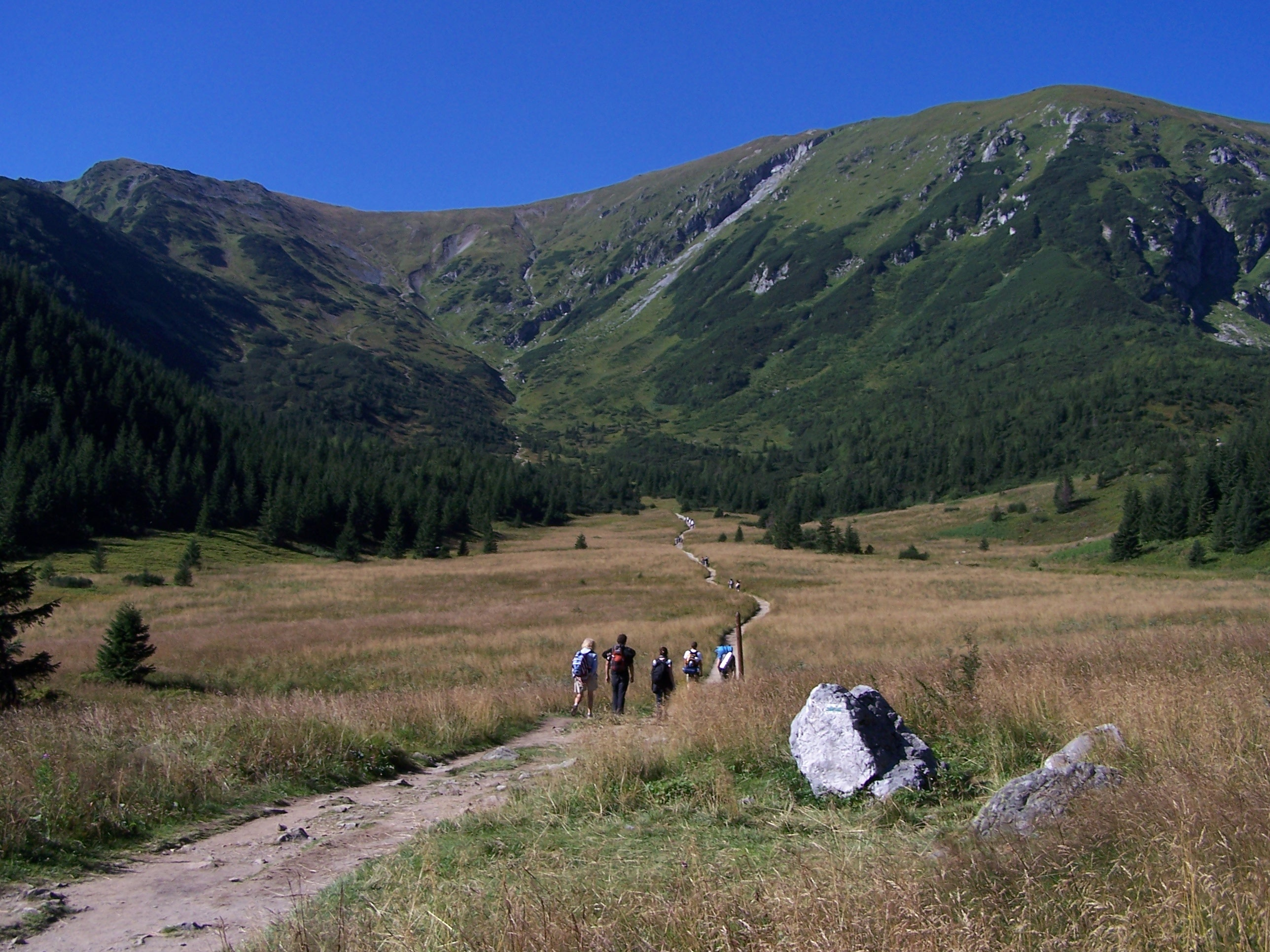
Widok z Doliny Kondratowej
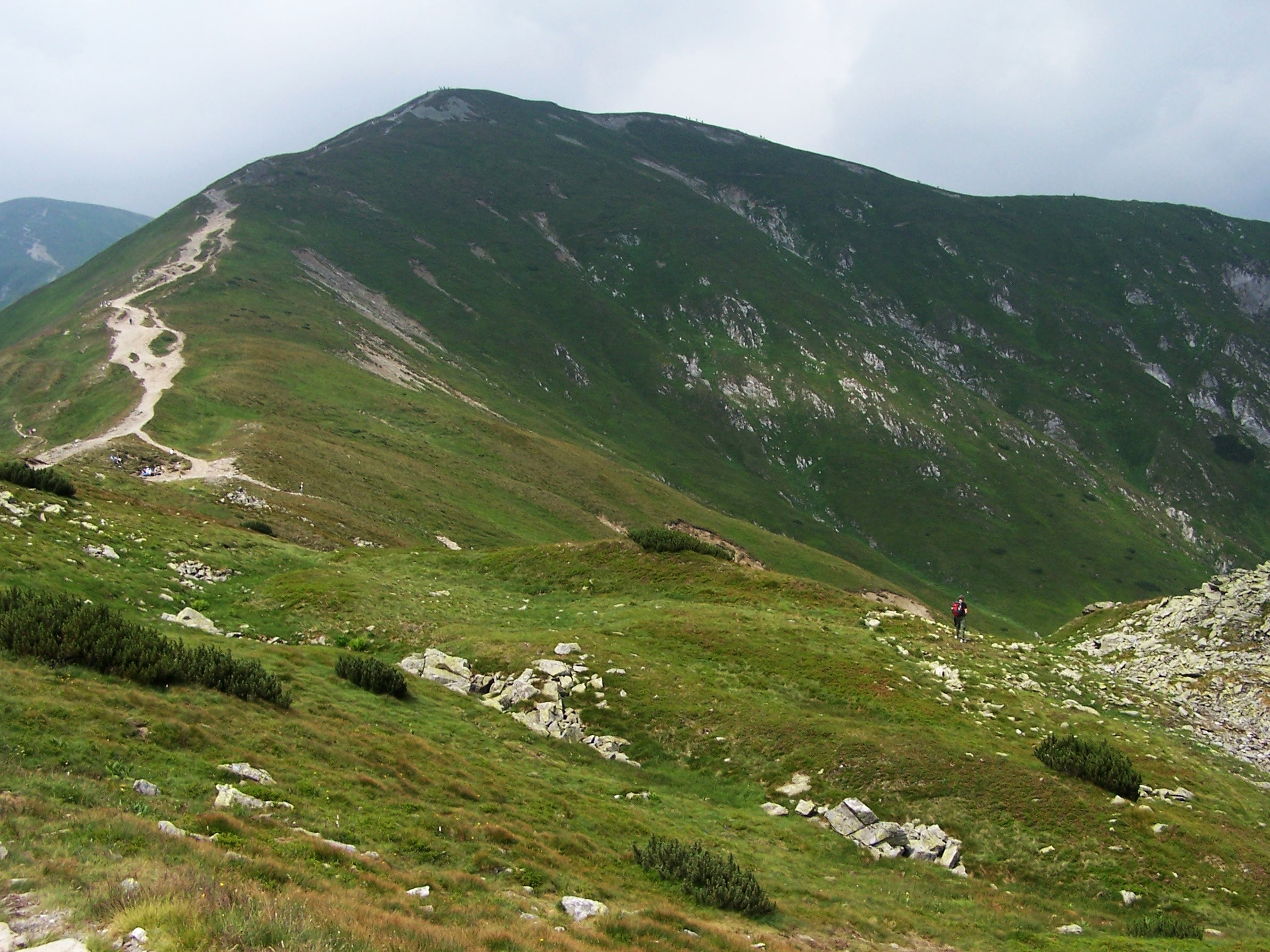
Kopa Kondracka od wschodu
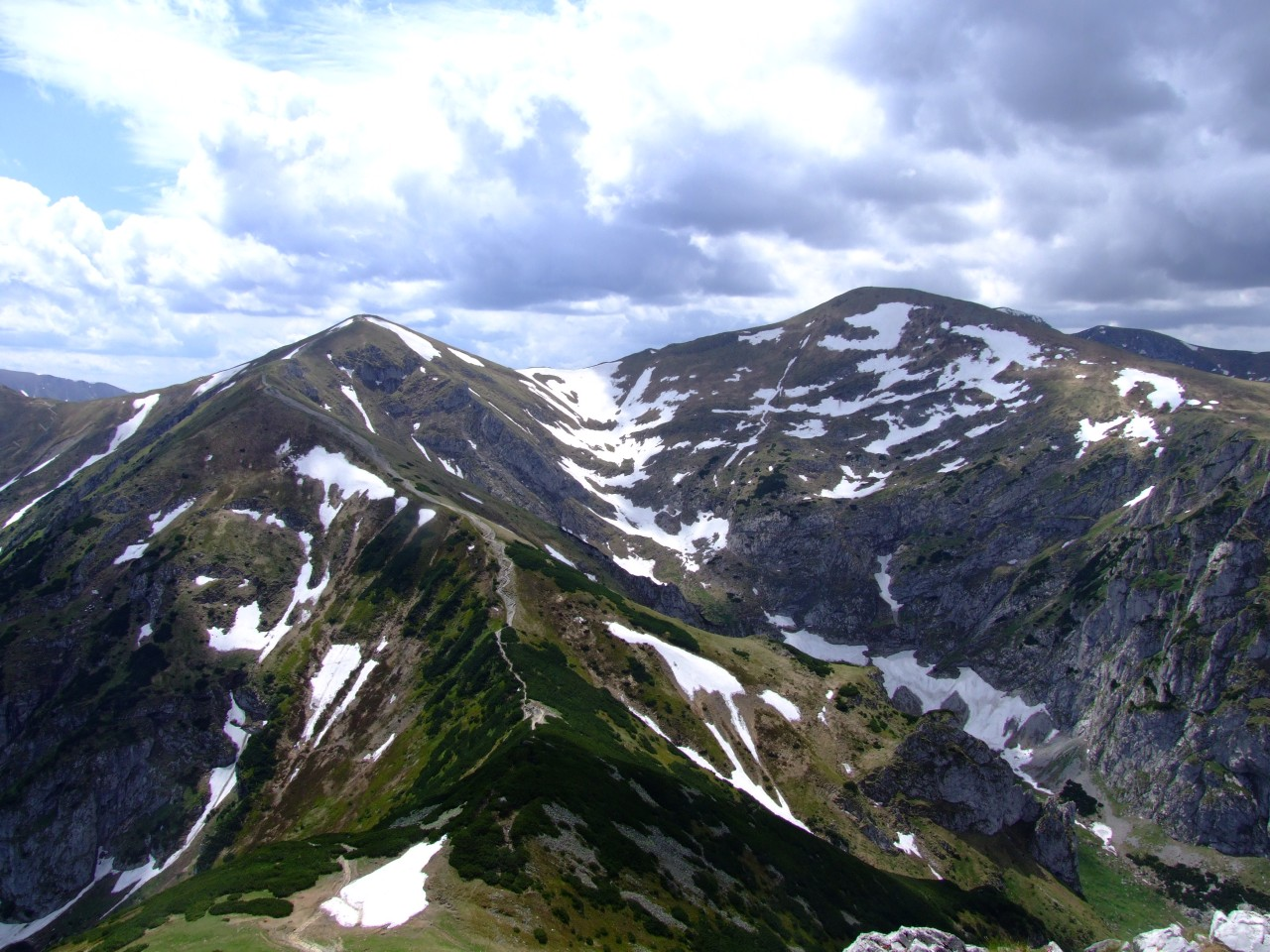
Kopa Kondracka i Małołączniak z Giewontu
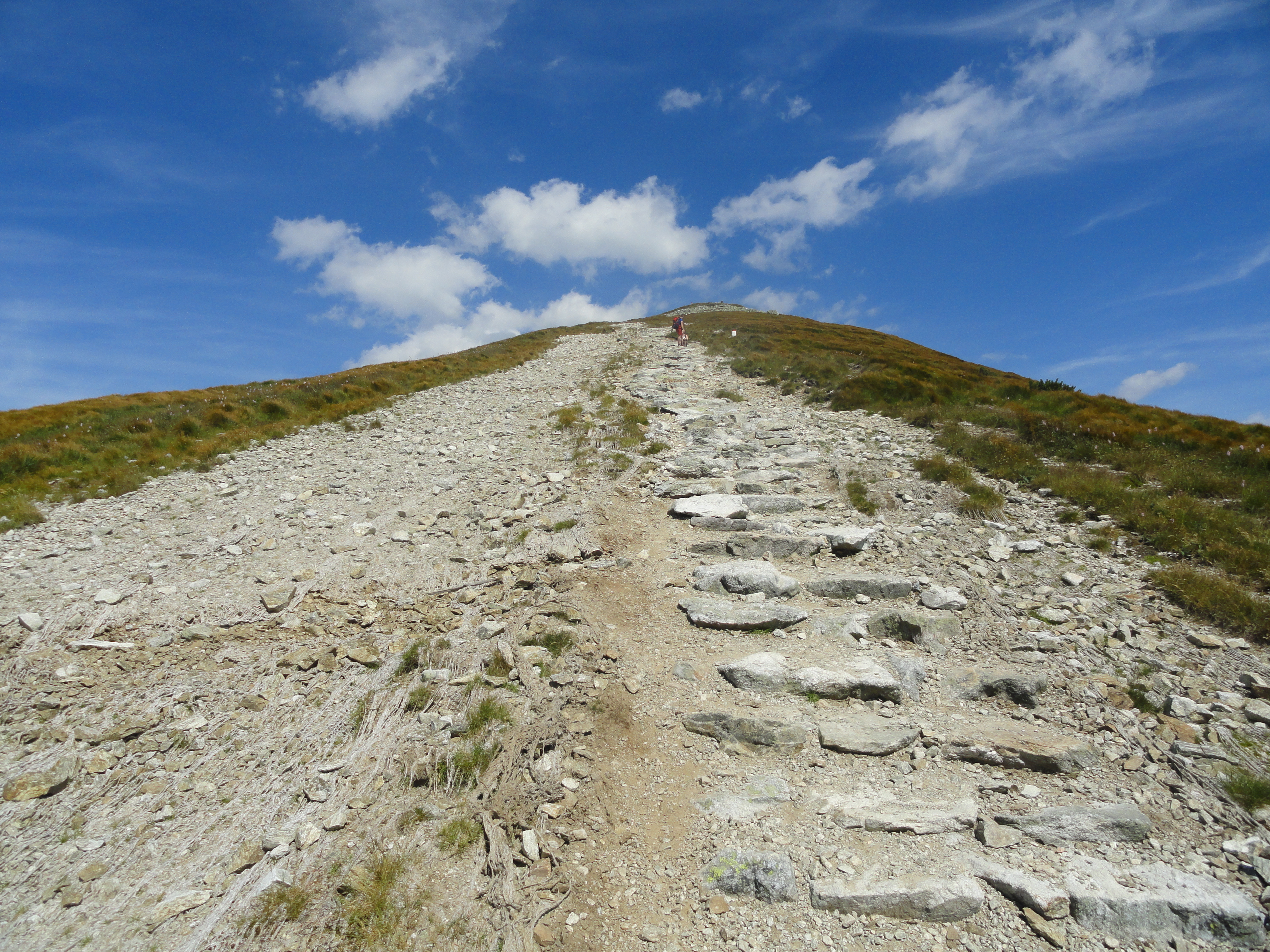
Erozja turystyczna szlaku
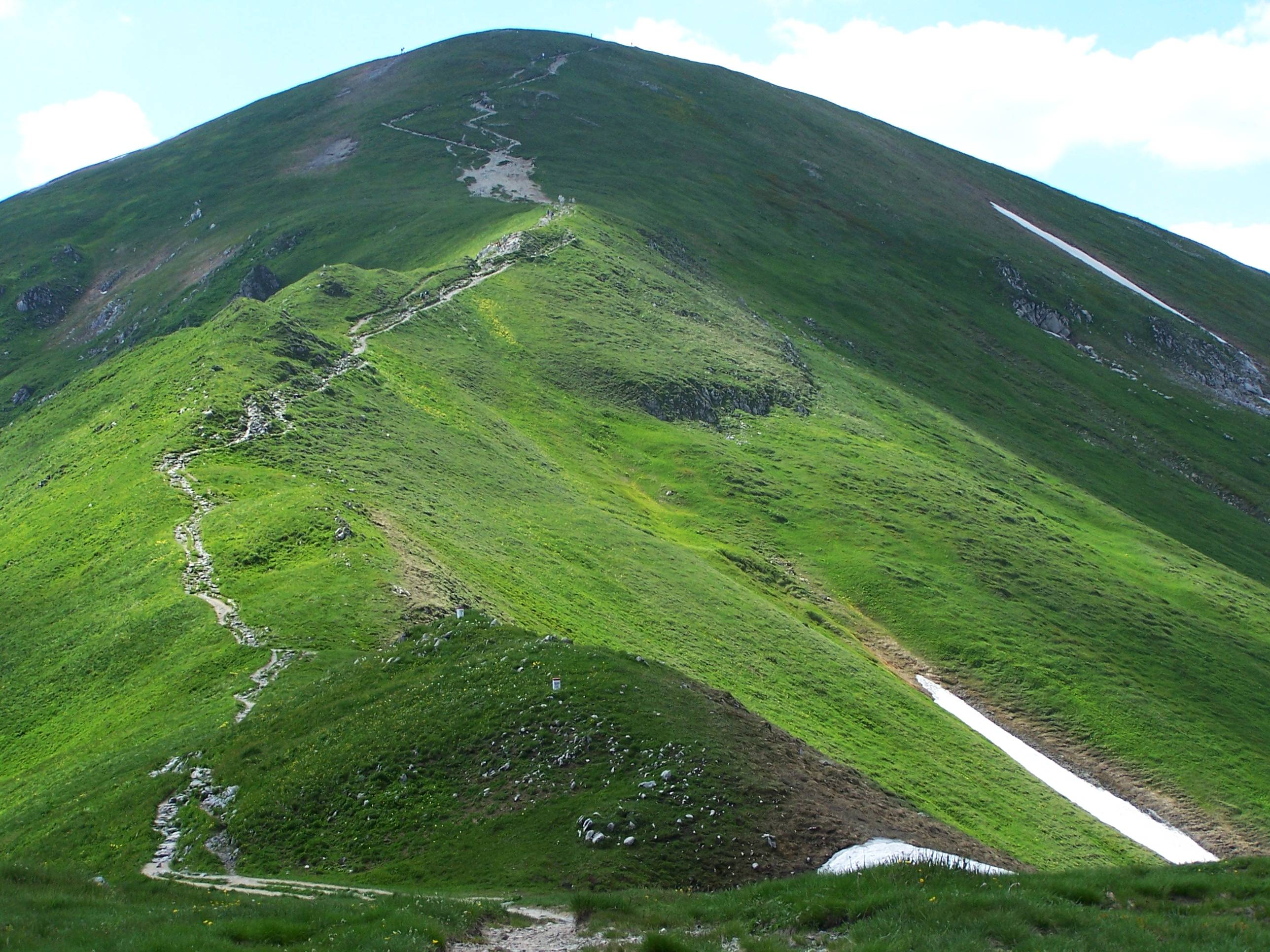
Kopa Kondracka od zachodu

## Turystyka
Kopa Kondracka jest jednym z najczęściej odwiedzanych szczytów tatrzańskich. Wejście na nią którymkolwiek ze szlaków jest łatwe. Z wierzchołka rozległe widoki, szczególnie na okazale prezentujące się stąd szczyty Tatr Wysokich. Główną granią, grzbietem Czerwonych Wierchów prowadzi czerwony szlak turystyczny z Doliny Kościeliskiej na Kasprowy Wierch. Na szczycie Kopy Kondrackiej odgałęzia się od niego szlak żółty do Kondrackiej Przełęczy. Szlaki te oprócz znakowania farbą są oznaczone tyczkami drewnianymi w celu zapobiegania błądzeniu zimą, gdy znakowanie przykrywa śnieg. Wzmożony ruch turystyczny spowodował, że w rejonie Czerwonych Wierchów wszystkie szlaki turystyczne zamieniły się w kamienisto-piarżyste trakty o szerokości do kilkudziesięciu metrów. Jest to tzw. erozja turystyczna. Ponadto turyści wydeptali na stokach Kopy Kondrackiej kilka skrótowych ścieżek umożliwiających trawersem ominięcie jej szczytu bez wspinania się na niego. Powoduje to dodatkową erozję turystyczną stoków.
 główny szlak graniowy:
- Czas przejścia z Ciemniaka na Kopę Kondracką: 1:10 h, ↑ 1:20 h
- Czas przejścia z Kopy Kondrackiej na Kasprowy Wierch: 1:55 h, z powrotem 2 h

 – żółty przez Dolinę Małej Łąki i Kondracką Przełęcz. Czas przejścia od wylotu doliny na szczyt: 4 h, ↓ 3 h.